# Mosese Makasini
Pas d'image ? Cliquez ici

a Compétitions nationales et continentales officielles uniquement.

b Matchs officiels uniquement.
Dernière mise à jour le 6 février 2019.
Mosese Makasini, né le 23 mars 1980 aux Tonga, est un joueur de rugby à XV international tongien évoluant au poste de deuxième ligne (1,95 m pour 117 kg).

## Carrière

### En club
- Police  Tonga
- North Otago  Nouvelle-Zélande : 2003
- Penrith Rugby Club  Australie : 2004-2006
- Stade dijonnais  France : 2006-2007
- Orange Hawks  Australie (rugby à XIII) : 2010-20??

### En équipe des Tonga
- Mosese Makasini a connu sa première sélection le 25 juin 2005 contre les Fidji, et sa dernière le 22 juillet de la même année contre les Samoa.

## Palmarès

### En équipe des Tonga
- 4 sélections (en 2005)
- 5 points (1 essai)